# 橋本智広
橋本 智広（はしもと ともひろ、1976年2月28日 - ）は、日本の漫画家。熊本県水俣市生まれ、愛知県尾張旭市出身。東京都練馬区在住。

## 来歴
1998年、上京し福本伸行のアシスタントを務める。2004年、『パチスロ ミリオンキング』掲載の「アシスロ」でデビュー（当時のペンネームは「橋本省吾」）。以降、パチンコ・パチスロ雑誌を中心に連載や読切作品を発表。
2015年より連載を開始した『中間管理録トネガワ』を機に、ペンネームを本名の「橋本智広」に改めた。

## 作品
- 中間管理録トネガワ（2015年、原作：萩原天晴、作画：三好智樹、協力：福本伸行、『月刊ヤングマガジン』 → 『コミックDAYS』、講談社、全10巻）
- 極上！サウナめし Vol.1（2019年、 ナンバーナイン）